# Grant City
La ville de Grant City est le siège du comté de Worth, situé dans l'État du Missouri, aux États-Unis. Lors du recensement de 2010, elle comptait 859 habitants.